# فرانسزگ بادیا باتایا
فرانسِزگ بادیا باتایا (کاتالونیایی: Francesc Badia Batalla؛ ‏تلفظ در کاتالان: [fɾənˈsɛzg]؛ زادهٔ ۱۰ ژانویه ۱۹۲۳ در منتبلانک، اسپانیا – درگذشتهٔ ۱۴ اوت ۲۰۲۰) سیاستمدار و تاریخ‌نگار اهل آندورا بود.